# Assan Bazàiev
Assan Bazàiev (en rus: Асан Базаев) (Almati, 22 de febrer de 1981) és un ciclista kazakh que fou professional del 2004 al 2013. Guanyador del Campionat d'Àsia en contrarellotge, i dos cops del Campionat nacional en ruta, també ha participat en els Jocs Olímpics de Londres.

## Palmarès
- 2003
  - Vencedor d'una etapa del Cinturó a Mallorca
  - Vencedor d'una etapa del Gran Premi Guillem Tell
  - Vencedor d'una etapa de la Volta a Bulgària
- 2004
  - Campió d'Àsia en contrarellotge
  - 1r a la Volta a Grècia
- 2006
  - Vencedor d'una etapa de la Volta a Alemanya
- 2008
  -  Campió del Kazakhstan en ruta
- 2012
  -  Campió del Kazakhstan en ruta

### Resultats al Giro d'Itàlia
- 2007. 98è de la classificació general
- 2008. 97è de la classificació general

### Resultats a la Volta a Espanya
- 2006. 98è de la classificació general
- 2008. 130è de la classificació general
- 2009. 130è de la classificació general
- 2010. 83è de la classificació general
- 2012. Abandona (20a etapa)

### Resultats al Tour de França
- 2013. 168è de la classificació general